# Электроника ИМ-05

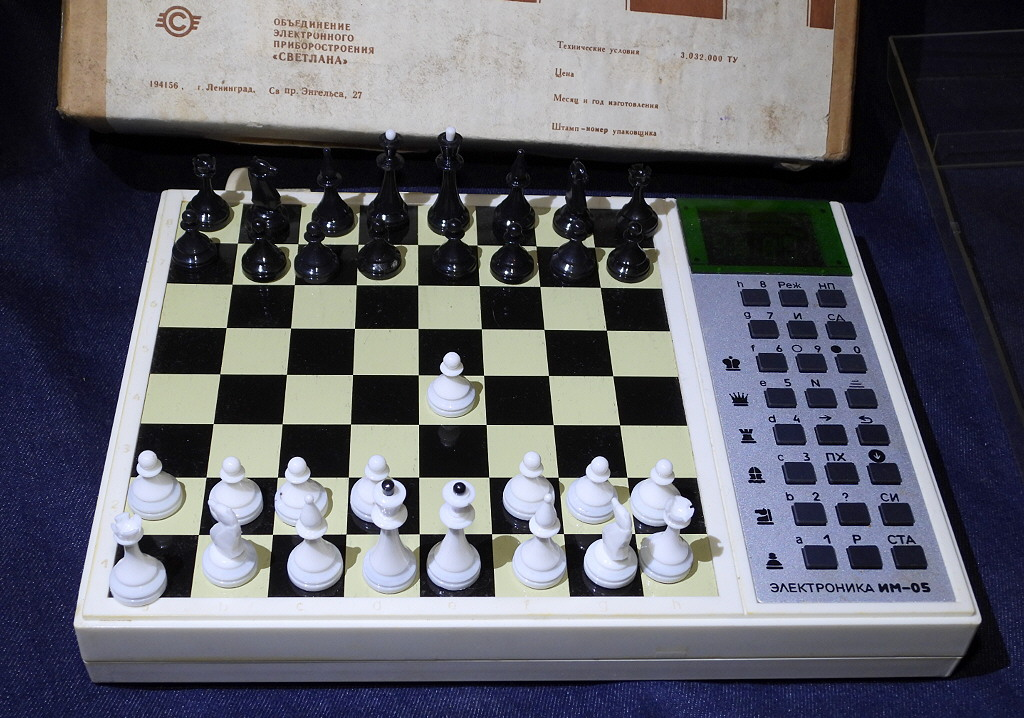
Электроника ИМ-05

«Электроника ИМ-05» — советский шахматный компьютер.
Создан на базе процессора КМ1801ВМ2. Является продолжением линейки шахматных компьютеров: «Электроника ИМ-01» и «Электроника ИМ-01Т». Выпускался объединением электронного приборостроения «Светлана», г. Ленинград в 1993 году.
Имел несколько уровней игры, режим расстановки позиции и анализ позиции.
Для отображения ходов имел вакуумно-люминесцентный индикатор зелёного цвета.
Доска была обычной, с магнитными фигурами. Никакой связи с электроникой доска не имела.

## Технические характеристики

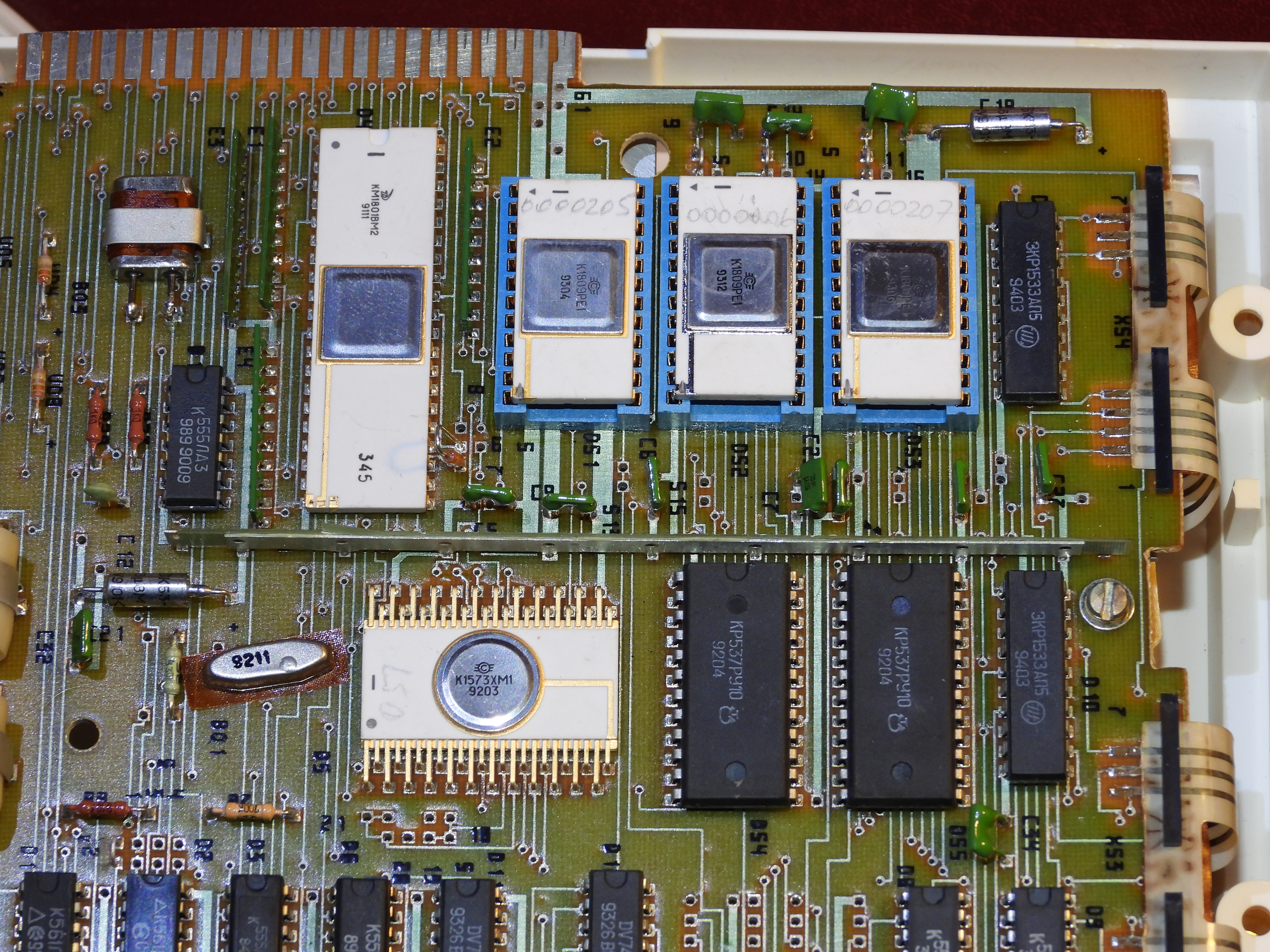
Внутри шахматного компьютера. Виден микропроцессор К1801ВМ2, ПЗУ на К1809РЕ1, ОЗУ на КР573РУ10, контроллер К1573ХМ1

- Процессор: КМ1801ВМ2
- ОЗУ: 4 КБ (КР573РУ10)
- ПЗУ: 24 КБ (К1809РЕ1)
- Периферийный контроллер К1573ХМ1